# История Чада

## История Чада до появления европейцев
По найденным в пустыне Дьюраб в местности Торос-Менелла черепу Тумай и фрагментам ещё нескольких особей выделен вид Sahelanthropus tchadensis, который по классификации первооткрывателей является самым древним из известных представителем трибы гоминини. В Коро-Торо обнаружен единственный фрагмент челюсти австралопитека бахр-эль-газальского (Australopithecus bahrelghazali).
В Борку у западного окончания хребта Ангамма найдена лобная кость и правая часть лица архантропа, получившего при открытии обозначение Tchadanthropus uxoris. Возможно, это череп анатомически современного человека, из-за чрезвычайной эрозии песком и ветром, ставший похожим на череп ископаемого гоминида.
Ок. 5700-7300 лет назад (неолитический субплювиал) из Евразии в район озера Чад пришли носители субклады R1b1a2-V88 Y-хромосомной гаплогруппы R1b.
В Средние века в Чаде существовало государство Канем-Борно, в котором были открыты фактории исламских купцов.
В 70-х гг. XIX века на территории между Борно, Вадай и Багирми, было создано теократическое арабское государство во главе с Раббахом, бывшим рабом египетского паши Аль-Зубаяр Рамы. В 1893 г. войско Раббаха, вооруженное в том числе винтовками, пересекло реку Шари, нанесло окончательный удар Борно, а затем войска Рабеха двинулись на хаусаленд. Тогда против него выступили французы: разгромив войска Раббаха при реке Шари (Битва при Куссери), в 1899 г. они схватили его и отправили в Зиндер. В 1900 г. сын Раббаха, Фадлалла с остатком войск двинулся на Сокото, потерпев поражение от армии Сокото, он отступил на восток от Майдуруги. Там он потребовал защиты у англичан, и Ф. Лугард, опасаясь дестабилизации ситуации в регионе, объявил его наместником Борно. Правил Фадлалла недолго, так как 23 августа 1901 г. французский отряд во главе с капитаном Дангевиллем вторгся на английскую территорию и убил его.

## В составе Французской колониальной империи
10 октября 1900 года, после битвы при Куссери, территория Чада была объявлена французской военной территорией в составе колонии Убанги-Шари. 15 января 1910 года территория включена в состав Французской Экваториальной Африки.
Чад рассматривался Францией как база снабжения армии за счет населения и военная территория, способная защитить Французскую Тропическую Африку в случае военной угрозы со стороны оккупированного Великобританией Судана. Уже в 1906 году французы начали разрабатывать проекты железных дорог стратегического значения на территории Чада, однако ни одна железнодорожная линия в колонии никогда не была построена. В 1914 году Чад был отделён от Убанги-Шари, а с 1920 года стал отдельной колонией с собственным лейтенант-губернатором во главе. Чад был одной из самых бедных окраин французской колониальной империи и мало кто из европейцев хотел служить в местной колониальной администрации. Малочисленные колониальные власти, поддерживаемые дислоцированными в колонии тремя армейскими батальонами, ограничивались сохранением хоть какого-то общественного порядка или просто наблюдали за ситуацией. На севере и востоке Чада власти старались вообще не вмешиваться в жизнь местных племен и кланов. Когда в 1923 году в районе префектур Канем, Саламат и Гера местные племена захватили и продали в рабство направлявшихся в Мекку паломников из Сенегала, колониальная администрация усилила контроль над населением. К управлению были привлечены главы местных султанатов, а недостаток администраторов стал покрываться представителями местной этнической группы сара.
С 1928 года роль Чада в колониальной империи Франции резко меняется. Власти дают французским компаниям монополию на выращивание и заготовку хлопка, в обмен на их обязательство строить в колонии хлопкоочистительные и маслобойные заводы. В Чад приходит монокультура хлопка, которую будут называть то спасением, то проклятием страны.
В 1940 году, после поражения Франции в войне с Германией и установления там режима маршала Петена (режим Виши) колониальные власти Чада отказались его поддержать. 26 августа 1940 года губернатор Чада Феликс Эбуэ объявил о переходе на сторону генерала де Голля. Территория Чада была использована для создания баз военно-воздушных сил союзников, откуда наносились авиаудары по итало-германским силам в Северной Африке и Южной Европе. С территории Чада войска генерала Леклерка совершили переход через Сахару, вторглись в Феццан и оккупировали его. В январе 1943 года они вступили в Триполи и были переформированы во 2-ю французскую легкую пехотную дивизию. В составе сил «Свободной Франции» воевали 15.000 чадских солдат и офицеров.
Сразу после окончания войны в Чаде возобновилось культивирование хлопка, которым занялись сразу 5 французских трестов. 27 октября 1946 года Чад был объявлен заморской территорией Франции. В 1948 году Четырёхлетний план экономического развития Франции поставил задачу сделать Чад основным поставщиком хлопка, и через два года французские ученые вывели для колонии его новые, более урожайные сорта.
В середине 40-х годов в Чаде сформировались политические партии, крупнейшей и самой влиятельной из которых стала Прогрессивная партия Чада, выступавшая с популистской платформой. По причине расширения избирательных прав в результате реформы середине 50-х годов эта партия, опиравшаяся на густонаселенные районы юга страны существенно усилила своё влияние, и доминировала в политической жизни сперва колонии, а потом независимого государства.
По некоторым данным, за время французского правления население Чада сократилось с 8 миллионов жителей в 1900 году до 2,7 миллиона в 1960 году.

## Чад после получения независимости
В ноябре 1958 года страна превратилась в республику с ограниченной автономией в рамках Французского сообщества, независимость была провозглашена 11 августа 1960 года; первым президентом стал Франсуа Томбалбай, лидер Прогрессивной партии Чада, через два года после провозглашения независимости в стране создана однопартийная система. Франсуа Томбалбай был убит в результате военного переворота 1975 года.
- После обретения в 1960 году независимости в Чаде обострились противоречия между северными арабскими (исламскими) и южными африканскими (христианскими) общинами, вылившиеся в спорадические вооружённые столкновения. В 1966 году в Судане при поддержке местных властей была путём слияния Чадского национального союза и Генерального союза сынов Чада, то есть радикальных левых и аффилиатов «Мусульманского братства» сформирована вооруженная оппозиционная организация Фронт национального освобождения Чада (ФРОЛИНА) или Фролинат (FROLINAT). Её военные базы находились в Судане, а участники пользовались поддержкой со стороны правительства Ливии, на раннем этапе также ЦАР. Однако уже в 1969 году в связи с противоречиями между составлявшими фронт группами по этническому, религиозному и политическому признакам и борьбой за лидерство в руководящем звене организация перестала существовать как единое целое.
- 1972 год — Ливия, пользуясь начавшейся гражданской войной в Чаде, ввела войска в спорный район Аузу (лишь в 1986 году Чад вернул себе эти территории, а окончательное решение по спорному району было принято в 1994 году).
- 1975 — 1979 — после военного переворота и смерти бессменного с 1960 года президента страны Ф. Томбалбая, пост главы государства (главы Высшего Военного Совета, а с августа 1978 года — президента) занимал генерал Феликс Маллум. На стороне правительственных войск участие принимали французские военнослужащие (до 5 тысяч) при активной поддержке французских ВВС. 30 августа 1978 года было заключено соглашение Ф. Маллума с главой Вооружённых сил Севера (FAN) Хиссеном Хабре, получившим пост премьер-министра страны. Однако уже в феврале 1979 года Х. Хабре поднял мятеж и, после месячных боёв в столице, снова перешёл в оппозицию.
- 1979 — в результате мирных переговоров между руководством страны и повстанцами было достигнуто соглашение о создании коалиционного правительства, впервые с момента обретения страной независимости в правительстве были представлены северяне, и в дальнейшем центр тяжести в этом отношении сместился в их пользу.
- 1979 — 1982 военный конфликт между претендентами на пост президента (поддержанными Суданом, Египтом, Францией и США Вооружёнными силами Севера во главе с Хиссеном Хабре и активно поддержанной Ливией коалицией «Фронта национального освобождения» Гукуни Уэддея, «Чадской освободительной армии» вице-президента Абделькадера Камуге и «Фронта совместного действия» министра иностранных дел Ахмата Аcыла[англ.]). В ноябре 1980 года войска Г. Уэддея захватили Нджамену.
- 1982 — 1990 — правление Хиссена Хабре, пришедшего к власти после вступления FAN в Нджамену 7 июня 1982. Длительное время режим Хабре отбивал попытки Уэддея вернуться к власти при поддержке ливийского лидера Каддафи. Хабре при этом пользовался поддержкой США, Франции, Судана, Заира, Израиля. Многолетний чадско-ливийский конфликт завершился в 1987 Войной тойот, в которой решительную победу одержали войска Хабре. Были сформированы межафриканские вооружённые силы по поддержанию порядка в Чаде (состоящие и нигерийских, заирских и сенегальских военных) под командованием нигерийского генерал-майора Эджига. При этом режим Хабре опирался на однопартийную систему UNIR и массовые политические репрессии спецслужбы DDS.

### Правление Идриса Деби
- 1990 — повстанческая группировка во главе с отставным военным пилотом Идрисом Деби свергла Хабре; вслед за тем в стране была проведена конституционная конференция и создано проправительственное политическое движение, Патриотическое движение спасения (Patriotic Salvation Movement). Оппозиция Деби продолжает существовать в виде нескольких повстанческих движений в разных частях страны.
- 2004, май — попытка военного переворота против И. Деби, в котором принимали участие офицеры и несколько сотен солдат, принадлежащие к этнической группе загава (к этой же этнической группе принадлежит и сам президент), обеспокоенные возможной утратой административных рычагов своей этнической группой.
- 2005 — Чадские повстанцы нападают на город Адре недалеко от границы с Суданом. В Чаде начинается вторая гражданская война. Правительство Чада, небезосновательно полагая, что вооруженная оппозиция поддерживается правительством Судана, объявляет, что находится в состоянии войны с соседней страной. Также в конфликте в Чаде принимали суданские проправительственные ополченцы Джанджавид.
- 2006, 14 марта — попытка государственного переворота.
- 2006, 13 апреля — повстанцы из Объединённого фронта за перемены («Фронт перемен и согласия в Чаде», FACT) штурмуют столицу. Повстанцы пользуются поддержкой Судана и собираются свергнуть диктатора, сформировать временное правительство и провести «подлинно демократические» выборы. Правительству удалось отбить штурм.
- 2006, 2 декабря — повстанцы захватили город Гуереда на востоке страны[8].
- 2008, 2 февраля — вторая попытка повстанцев захватить столицу. Отбита с помощью танков и вертолётов[9].
- 2015, 25 марта — суд в Нджамене вынес приговоры группе функционеров режима Хабре, обвиняемых в массовых репрессиях, пытках и убийствах. Семь руководящих функционеров DDS, включая первого директора Салеха Юнуса, приговорены к пожизненному заключению, но через некоторое время освобождены без объяснения причин.
- 2021, апрель — гибель 68-летнего президента страны Идриса Деби, сразу же после выигрыша им шестых выборов главы государства, в результате атаки сил «Фронта перемен и согласия в Чаде» во время посещения им позиций правительственных войск[10].  Генерал Махамат Дебби Итна, сын убитого лидера, был объявлен временным президентом и главой военной хунты[11].

### Правление Махамата Деби
13 января 2024 года Махамат Деби был объявлен кандидатом от Патриотического движения спасения на президентских выборах в Чаде в 2024 году. После убийства правительственными войсками 28 февраля его главного оппонента Яи Дилло Джеру, трое других кандидатов на следующей неделе сняли свои кандидатуры в знак протеста и опасаясь аналогичных последствий. Нападение было осуждено Африканским союзом, а министр Европы и иностранных дел Франции Жан-Ив Ле Дриан призвал к беспристрастному расследованию инцидента. 
9 мая Национальное агентство по организации выборов (ANGE) объявило Деби победителем выборов 2024 года.